# Niederwölz
Niederwölz – gmina w Austrii, w kraju związkowym Styria, w powiecie Murau. Według danych Austriackiego Urzędu Statystycznego liczyła 600 mieszkańców (1 stycznia 2015).